# 特溫特里鎮區 (北達科他州本森縣)
特溫特里鎮區（英語：Twin Tree Township）是位於美國北達科他州本森縣的一個鎮區。

## 地方資料
特溫特里鎮區的面積為94.67平方千米，當中陸地面積為94.12平方千米，而水域面積為0.55平方千米。根據2010年美國人口普查的數據，當地共有人口143人，而人口密度為每平方千米1.51人。